# Вінкельбах
Вінкельбах (нім. Winkelbach) — громада в Німеччині, розташована в землі Рейнланд-Пфальц. Входить до складу району Вестервальд. Складова частина об'єднання громад Гахенбург.
Площа — 1,34 км2. Населення становить 239 ос. (станом на 31 грудня 2020).